# Julianatoren
Julianatoren  is een pretpark ten westen van Apeldoorn.

## Korte geschiedenis van het park
De uitkijktoren kwam gereed in 1910. De toren heeft de status van rijksmonument. Hij werd Prinses Juliana Toren genoemd, naar de een jaar eerder geboren prinses Juliana. Tijdens de Duitse bezetting werd de naam ingekort tot Juliatoren. Later werd het Koningin Juliana Toren. In 2014 werd de huidige naam aangenomen, die in het dagelijks spraakgebruik al heel lang gewoon was.
Als tweede attractie kwamen er lachspiegels. 
Na de jaren 1950 kwamen er meer attracties, waaronder autootjes, motorbootjes, het  Spookslot en Old Timers. In 1963 moest het Prins Bernhard Dal, een pretpark op nog geen kilometer afstand, plaatsmaken voor het waterwingebied van Apeldoorn. Dit park werd bij de Koningin Juliana Toren gevoegd. Ook in de jaren 1970 en 1980 kwamen er attracties bij, waaronder een achtbaan. 

## Mascottes van het park
- Jul de Muis, hoofdmascotte
- Julia de Muis, hoofdmascotte
- Mevrouw Suikerspin
- Meneer Kaasgaaf
- Dino Saurus
- Dina Saurus
- Cas de Ranger

In het kader van vernieuwingen hebben Jul de Muis en Julia de Muis in 2014 een make-over gekregen. 

### Verdwenen mascottes
- Papa Beer (omstreeks 2003 verdwenen, Julia de Muis komt in de plaats)
- Clown Julius (omstreeks 2012 verdwenen, Tomas Test komt in de plaats)
- Tomas Test (omstreeks 2014 verdwenen, Meneer Kaasgaaf komt in de plaats)
- Billy Hotdog (2014 verdwenen)
- Tommy de Kat (2014 verdwenen)

## Foto's

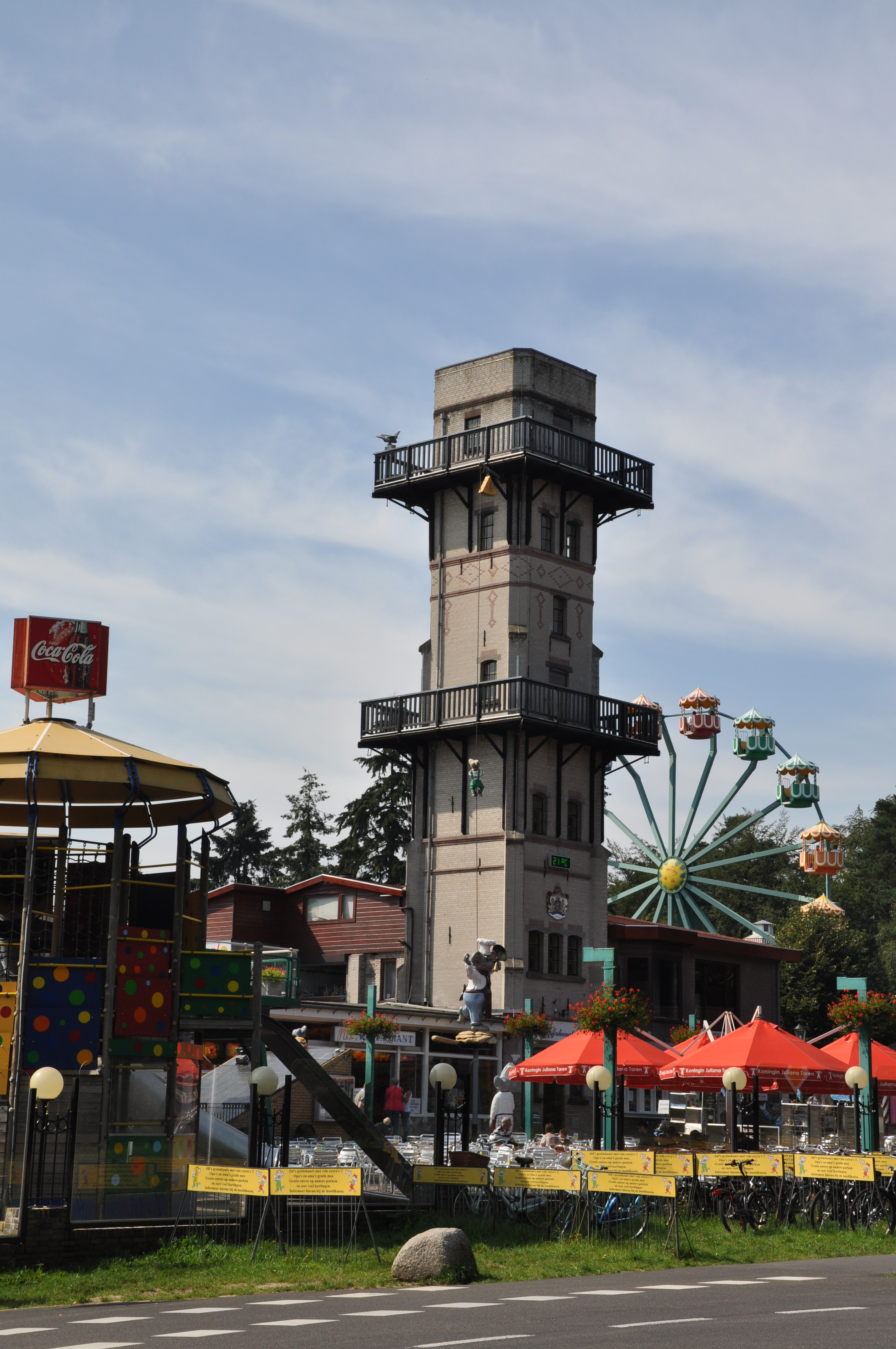
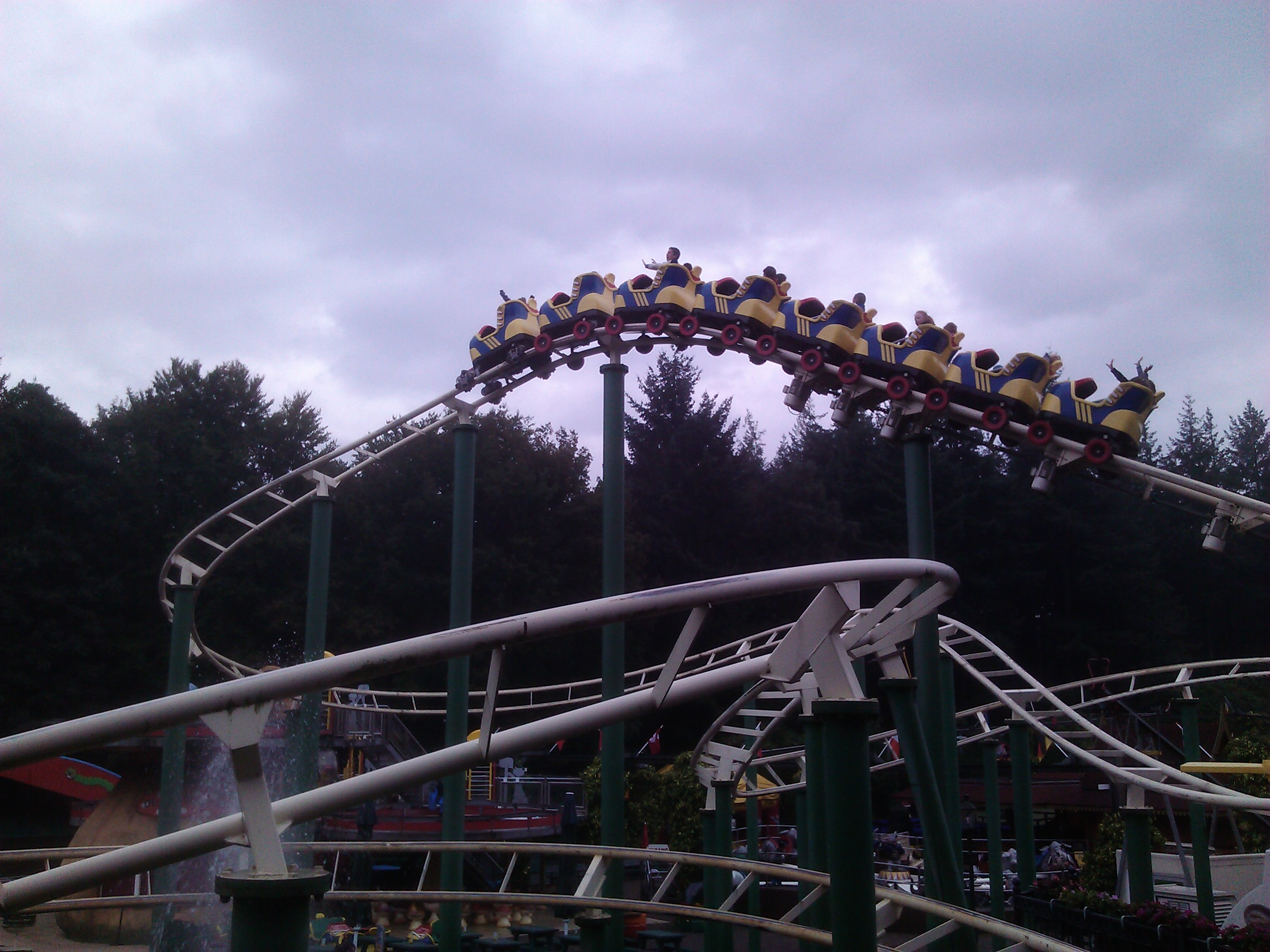
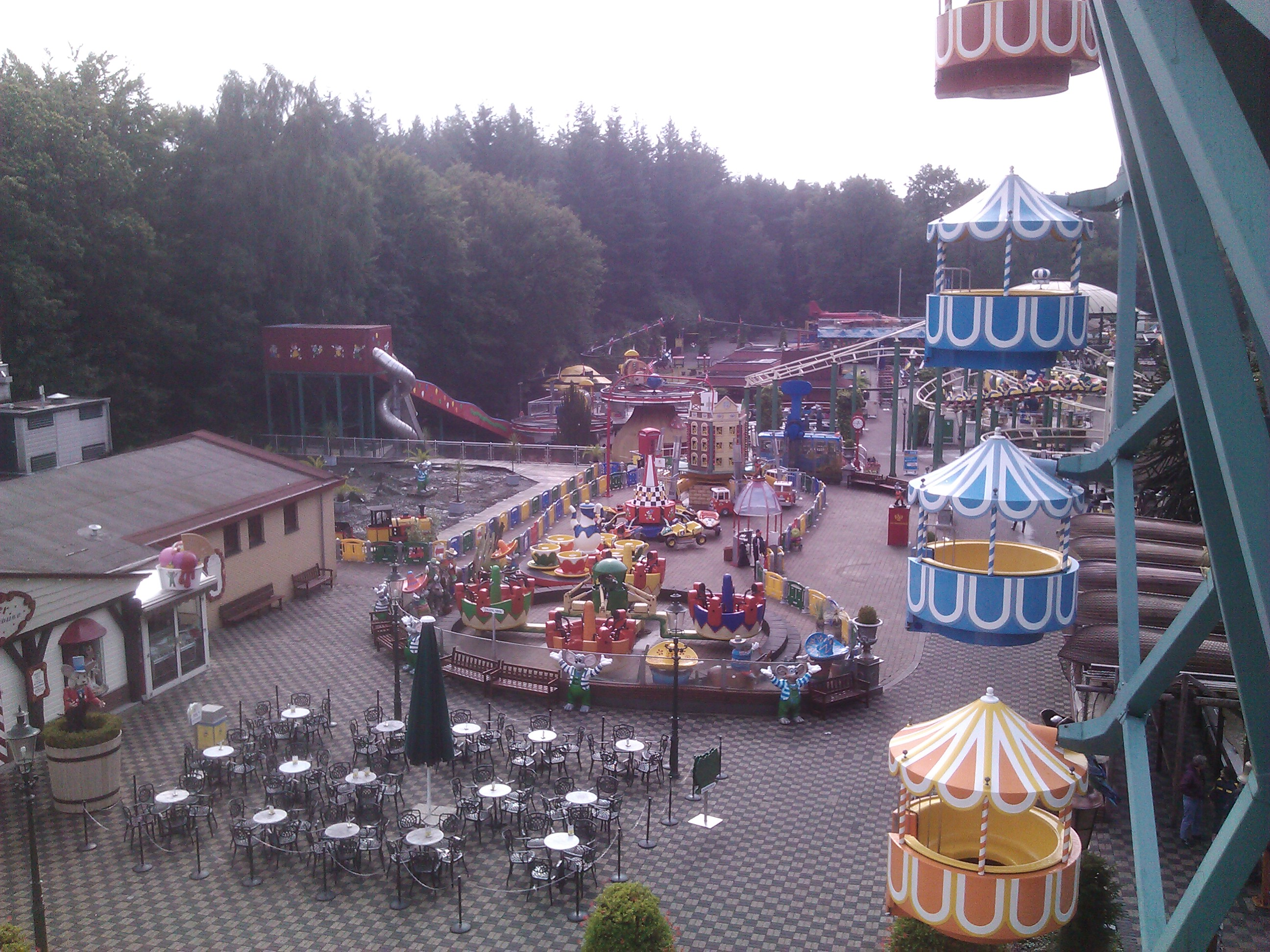
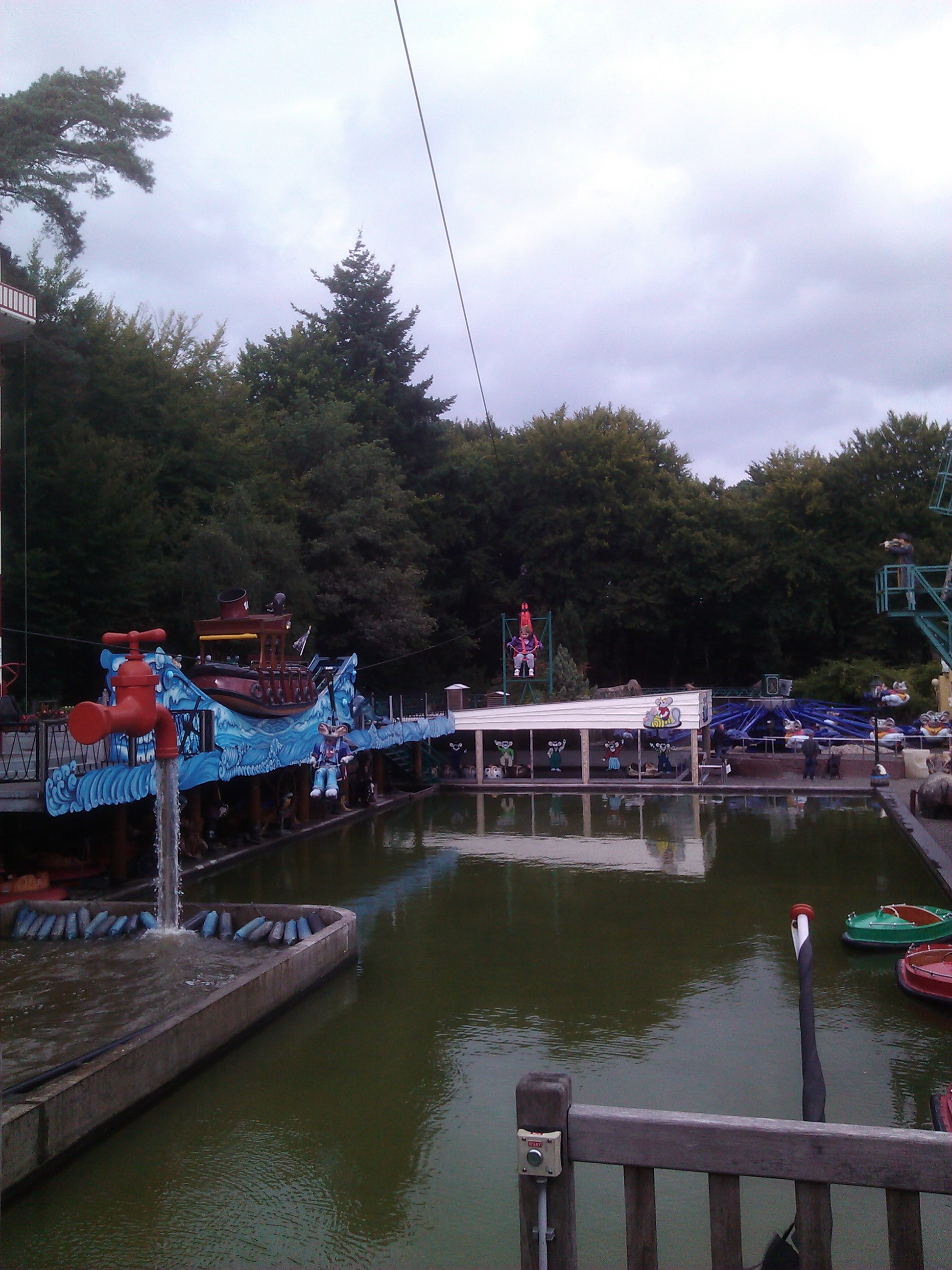
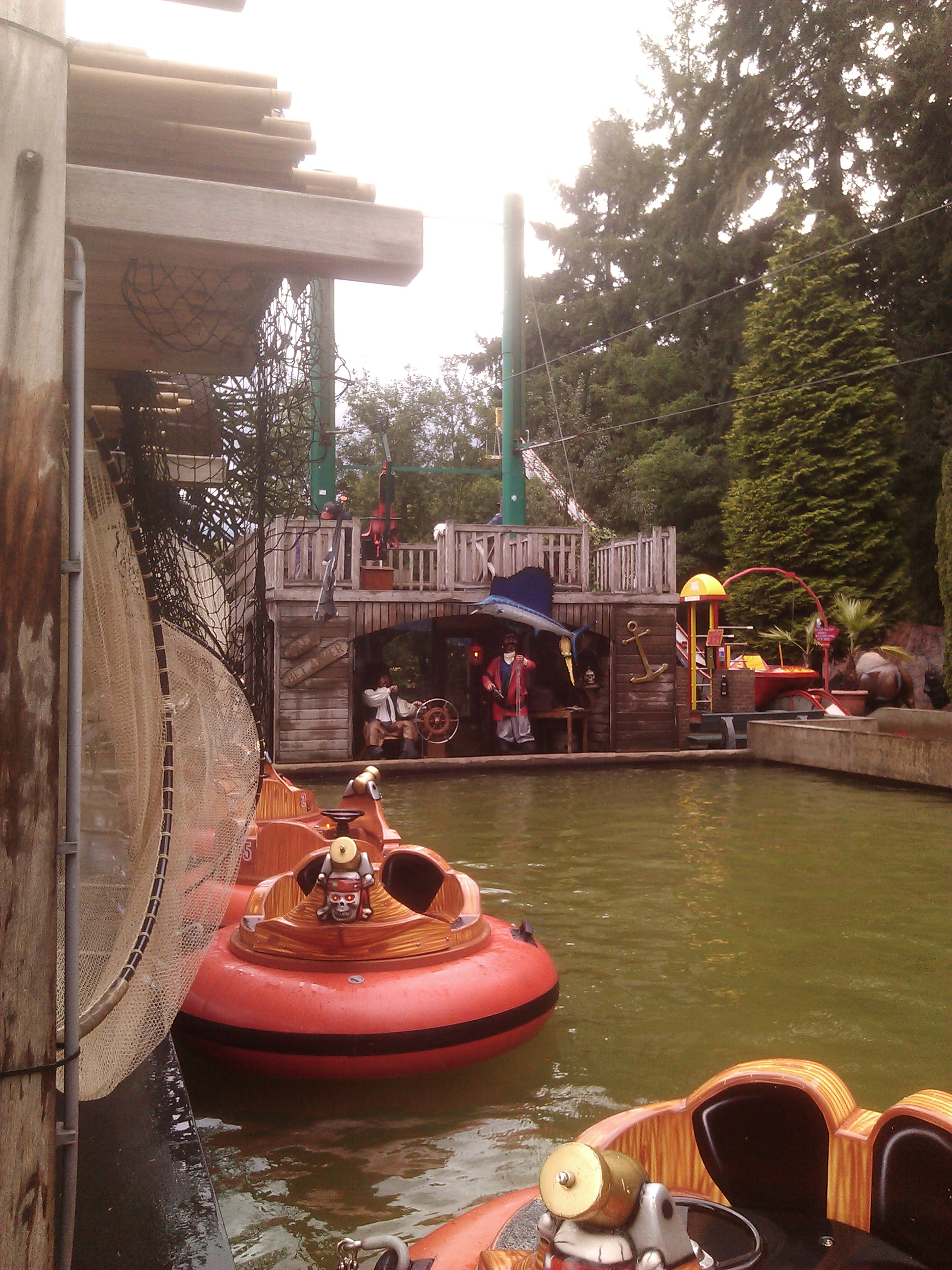